# Línea 404 (Montevideo)
La línea 404 de la red de transporte urbano de Montevideo une el palacio de la Luz con el complejo Juana de América en Bella Italia. 

## Historia

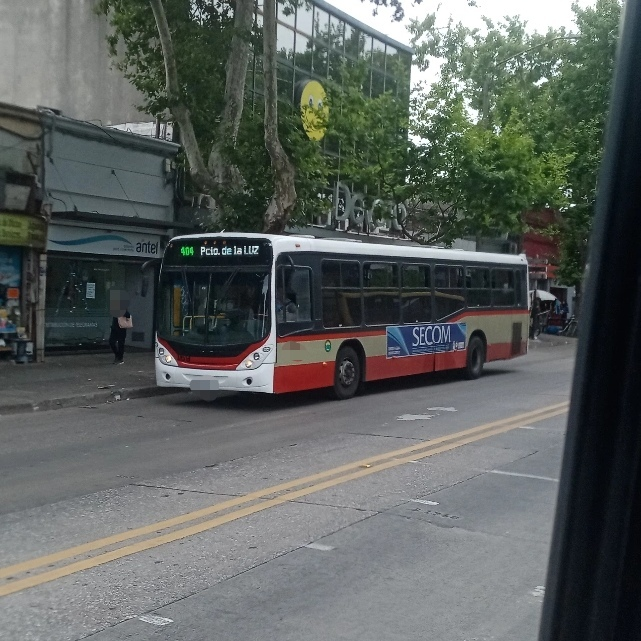
Línea 404 sobre la Avenida 8 de Octubre.

Comenzó a funcionar el 7 de febrero de 1963 siendo la línea inaugural de la Cooperativa de Obreros y Empleados del Transporte, su recorrido inicial era entre el Palacio de la Luz, sede de la entonces Administración General de Usinas y Teléfonos del Estado con Camino Maldonado y Libia en Jardines del Hipódromo. En los años sesenta su recorrido fue extendido hasta el complejo habitacional Juana de América en Bella Italia.
En el año 2000, con la inauguración de la torre de las Telecomunicaciones, algunos de sus servicios son extendidos hacia la misma, quedando el Palacio de la Luz como destino intermedio.

## Recorridos
Circula en ambos sentidos por los barrios de Arroyo Seco, Aguada, Reducto, Jacinto Vera, La Comercial, La Blanqueada, Unión, Flor de Maroñas, Jardines del Hipódromo y Bella Italia.
| Ida - General Francisco Caraballo - Avenida Agraciada - General Fausto Aguilar - Martín García - Avenida General San Martín - Avenida Luis Alberto de Herrera - Joanicó - Mariano Moreno - Avenida 8 de Octubre - Andén 5 (Intercambiador Belloni) - Camino Maldonado - Libia (Aquí cambia su destino a Palacio de la Luz y Continúa sin Espera) | Vuelta - ...Malinas - Rafael - Cicerón - Florencia (Complejo Juana de América) - Abipones - Camino Maldonado - Andén 4 (Intercambiador Belloni) - Avenida 8 de Octubre - Avenida Luis Alberto de Herrera - José María Penco - Dr. Andrés Lamas - Avenida General San Martín - Isidoro de María - Arequita - Martín García - General Fausto Aguilar - Paraguay - Palacio de la Luz |

### Destinos intermedios
Ida
1. Intercambiador Belloni

Vuelta
1. Camino Maldonado y Libia
2. Intercambiador Belloni
3. 8 de octubre y Comercio

## Frecuencias
Tiene una frecuencia diaria de quince minutos en los días hábiles, mientras que los días feriados y fines de semana su frecuencia es de cuarenta minutos. 

### Primeras y últimas salidas
| Línea 404                                   | Días hábiles | Sábados | Domingos |
| ------------------------------------------- | ------------ | ------- | -------- |
| Primera salida de Palacio de la Luz         | 00:06        | 00:06   | 00:13    |
| Última salida de Palacio de la Luz          | 23:17        | 23:18   | 23:22    |
| Primera salida de Complejo Juana de América | 00:34        | 00:04   | 00:34    |
| Última salida de Complejo Juana de América  | 00:03        | 23:20   | 00:30    |